# Старые Благородны
Старые Благородны (мар. Вӱчер) — опустевшая деревня в Новоторъяльском районе Республики Марий Эл. Входит в состав Пектубаевского сельского поселения.

## География
Находится в северо-восточной части республики Марий Эл на расстоянии приблизительно 20 км по прямой на запад-северо-запад от районного центра посёлка Новый Торъял.

## История
Известна с 1843 года, когда в починке насчитывалось 4 двора, жили православные русские. По легенде, первым жителем был добрый и благородный человек по фамилии Егошин, поэтому деревню стали называть Благородны. Сын Егошина поселился в другом месте, и новое поселение стали называть Новые Благородны или Якименки, а старое — Старые Благородны. В 1876 году здесь было уже 13 дворов, в них проживали 126 жителей. В 1905 году в починке числилось 18 дворов, 140 жителей. Выращивали плодовые деревья, кустарники, хмель. В 1970 году в деревне числилось 34 жителя. В 1980 году в 5 хозяйствах проживали 10 человек. В 1996 году в деревне числилось 2 хозяйства и 3 жителя. В советское время работали колхозы «Красный броневик», «Прожектор» и «40 лет Октября».

## Население
Население не было учтено как в 2002 году, так и в 2010.